# パク・ミニョン
パク・ミニョン（박 민영、1986年3月4日 - ）は、韓国の女優。東国大学演劇映画科卒業。DAREUMエンターテインメント所属。身長164cm。

## 来歴・人物

### 2005年 - 2011年
2005年、『SKテレコムJune』のCMでデビュー。その1年後、MBCドラマ『思いっきりハイキック！』に出演し女優デビュー。
2010年に韓国・KBSで放送されたテレビドラマ『トキメキ☆成均館スキャンダル』（原題：성균관 스캔들）で主演の男装のヒロインを演じ、話題になった。

### 2014年 - 現在
2014年にリーガルドラマ 『弁護士の資格』に出演し理想主義的なインターンを演じた。同年、チ・チャンウクとともに主演を務めたKBS2ドラマ『ヒーラー〜最高の恋人〜』では過去に何かを抱えている記者を演じた。『ヒーラー』は特に中国で人気となり、認知度が高まった。2015年には中国のテレビドラマ『錦衣夜行』を撮影したが、中国の政策上の都合で2023年時点で放映は行われていない。 
2015年後半から2016年初頭にかけてSBSドラマ『リメンバー〜記憶の彼方へ〜』で弁護士役で主演し、2017年に放送された時代劇『七日の王妃』では王妃を演じた。 2017年9月、Netflixのバラエティ番組『犯人はお前だ!』の固定キャストメンバーになった。 11月、所属事務所カルチャーデポとの契約更新をしなかったことが発表された。その後の12月、Namoo Actorsと契約を交わした。
2018年『キム秘書はいったい、なぜ?』や2019年『彼女の私生活』などのロマンティック・コメディの主演で好評を博すと、「ロコクイーン（ロマンティックコメディの女王）」と称されるようになる。
2021年12月、Namoo Actorsとの契約を終了し、HOOKエンターテインメントと専属契約を締結した。

## 出演作品

### 映画
- The Cat ザ・キャット（英語版）（2011年） - 主演：ソヨン 役[10]

### テレビドラマ
- 思いっきりハイキック!（英語版）（2006年、MBC） - カン・ユミ 役
- アイ・アム・セム（2007年、KBS） - 主演：ユ・ウンビョル 役
- 新・伝説の故郷 李王朝暗史・上巻-九尾狐の一族（朝鮮語版）（2008年、KBS） - ミョンオク 役
- 幻の王女チャミョンゴ（2009年、MBC） - ラヒ 役
- ランニング〜夢のその先に〜（2010年、MBC） - ムン・ヘジュ 役
- トキメキ☆成均館スキャンダル（2010年、KBS） - 主演：キム・ユニ 役[11]
- シティーハンター in Seoul（2011年、SBS） - 主演：キム・ナナ 役[12]
- 栄光のジェイン（2011年、KBS） - 主演：ユン・ジェイン 役[13]
- Dr.JIN（2012年、MBC） - ユ・ミナ / ホン・ヨンレ 役[14]
- 弁護士の資格（2014年、MBC） - イ・ジユン 役[15]
- ヒーラー〜最高の恋人〜（2014年 - 2015年、KBS） - 主演：チェ・ヨンシン（オ・ジアン）役[16]
- V Love（2015年、中国版『ゴシップガール』）[17]
- リメンバー〜記憶の彼方へ〜（2015年 - 2016年、SBS） - イ・イナ 役[18]
- 時光之城（2016年、中国ドラマ）[19]
- 七日の王妃（2017年、KBS） - 主演：シン・チェギョン / 端敬（タンギョン）王后 役[20]
- キム秘書はいったい、なぜ?（2018年、tvN） - 主演：キム・ミソ 役[21]
- 彼女の私生活（2019年、tvN） - 主演：ソン・ドクミ 役[22]
- 天気がよければ会いにゆきます（英語版）（2020年、JTBC） - 主演：モク・ヘウォン 役[23]
- 気象庁の人々: 社内恋愛は予測不能?!（2022年、JTBC）- 主演：チン・ハギョン 役[24]
- 月水金火木土（英語版）（2022年、tvN）- 主演：チェ・サンウン 役[25]
- 時間の都市〜ロマンスはいつも予想外〜（2023年 - 2024年、中国ドラマ） - 主演：シュー・ジェン 役
- 私の夫と結婚して（2024年、tvN） - 主演 : カン・ジウォン 役
- コンフィデンスマンKR（2025年（予定）、Amazon Prime Video）- 主演：ユン・イラン 役[26]

### CM・広告
- SKテレコムJUNE（2005年）
- 大韓航空（2006年）
- Pizza Hut（2006年）
- LG Electronics（2006年）
- Miero Fiber（2007年）
- KTF（2007年）
- SPRIS（2008年）
- テクノマート（2008年）
- KFC（2008年）
- EVER（2008年）
- ANNA SUI化粧品（2010年）
- DOVEチョコレート（2010年）
- ワクワク（アイス）（2011年）
- solb（2011年）
- BUCKAROO（2011年）
- KDB生命（2011年）
- ソニー・エリクソン（2011年）
- COMPAGNA（2011年）
- ハンナ化粧品（2012年）- 中国モデル[27]
- A'PIEU（2012年）[28]
- COMPAGNA（2012年）[29]
- Basic House（2012年） - 中国モデル
- A'PIEU（2013年）[30]
- COMPAGNA（2013年）[31]
- 統一（2013年）- 中国モデル[32]
- ISENBERG（2014年）　※ソ・イングクと共演[33]
- COMPAGNA（2014年）[34]
- COMPAGNA（2015年）[35]
- Leaders Cosmetic（2015年）[36]
- COMPAGNA（2015年）[37]
- COMPAGNA（2017年）[38]
- COMPAGNA（2018年）[39]
- COMPAGNA（2019年）[40]

### バラエティ
- 芸能街中心（2015年、KBS 2TV）[41]
- SBSテレビ芸能（2015年、SBS）[42]
- 私の耳にキャンディ2（2017年、tvN）[43]
- 犯人はお前だ！（2018年、Netflix）[44]
- 犯人はお前だ！2（2019年、Netflix）[45]
- 犯人はお前だ！3（2021年、Netflix）[46]

### MC
- 2014 KBS演技大賞[47]

### ミュージック・ビデオ
- AI「이별을 말하다」（2007年）
- BIGBANG「하루하루」（2008年）
- Gavy N.J「연애소설」（2009年）

## イベント

### ファンミーティング
| 年度 | タイトル                                                            | 開催国                       | 開催日         | 参考          |
| ---- | ------------------------------------------------------------------- | ---------------------------- | -------------- | ------------- |
| 2015 | パク・ミニョンと共にするファンミーティング、トラベルダイアリー      | 韓国                         | 9月19日        | [ 48 ]        |
| 2018 | My Day                                                              | 韓国                         | 10月21日       | [ 49 ]        |
| 2019 | ミニョン First Fan Meeting in Taipei❤                               | 台湾                         | 1月20日        | [ 50 ]        |
| 2019 | パク・ミニョン ジャパンファーストファンミーティング My Day ㏌ OSAKA | 日本                         | 1月25日        | [ 51 ]        |
| 2024 | 2024 PARK MIN YOUNG ASIA FANMEETING MY brand new DAY                | 日本、タイ、フィリピン、中国 | 3月23日-6月2日 | [ 52 ] [ 53 ] |

## 雑誌
- 「Singles」2012年1月号[54]
- 「ELLE」2013年1月号[55]
- 「THE STAR」2017年5月号[56]
- 「InStyle」2017年5月号[57]
- 「GRAZIA」2017年6月号[58]
- 「Marie Claire」2018年5月号[59]
- 「Esquire」2018年5月号[60]
- 「HIGH CUT」2018年6月号[61]
- 「GRAZIA」2018年9月号[62]
- 「COSMOPOLITAN」2018年10月号[63]
- 「1st look」2019年5月号[64]
- 「VOGUE Taiwan」2019年9月号[65]
- 「HIGHCUT」2020年3月号[66]
- 「Harper's BAZAAR」2020年4月号[67]
- 「COSMOPOLITAN」2020年7月号[68]

## 受賞歴
- 2007年「MBC放送演芸大賞 シットコム新人女優賞」（『思いっきりハイキック！』）
- 2007年「KBS演技大賞 新人女優賞」（『アイ・アム・セム』）
- 2008年「アジアモデル賞 モデル特別賞」
- 2008年「KBS演技大賞 特集文学館短編賞」（『新・伝説の故郷 李王朝暗史・上巻-九尾狐の一族』）
- 2010年「KBS演技大賞 女性部門優秀賞」（『トキメキ☆成均館スキャンダル』）
- 2010年「KBS演技大賞 ネチズン賞」（『トキメキ☆成均館スキャンダル』）
- 2010年「KBS演技大賞 ベストカップル賞」with パク・ユチョン（『トキメキ☆成均館スキャンダル』）
- 2011年「KBS演技大賞 中編ドラマ部門女性優秀演技賞」（『栄光のジェイン』）
- 2012年 China Music Award and Asian Influential Awards（CMA）「アジアで最も影響力のあるファッション・アーティスト賞」[69]
- 2013年「東国大学校 功労賞」
- 2014年「KBS演技大賞 中編ドラマ部門女性優秀演技賞」（『ヒーラー〜最高の恋人〜』）[70]
- 2014年「KBS演技大賞 ベストカップル賞」with チ・チャンウク（『ヒーラー』）
- 2015年「モデルアワード 女優アジア特別賞」
- 2016年「Dorama Fever Awards ベストカップル賞」with チ・チャンウク（『ヒーラー』）
- 2017年「アジアアーティストアワード 最優秀セレブ賞」（『七日の王妃』）
- 2018年「tvNジョイフェスティバル 今年の女性キャラクター」（『キム秘書はいったい、なぜ?』）
- 2018年「tvNジョイフェスティバル 木曜のアイコン」（『キム秘書はいったい、なぜ?』）
- 2018年「アジア太平洋スターアワード K-star人気女優賞」（『キム秘書はいったい、なぜ?』）[71]
- 2018年「アジア演劇会議 特別表彰賞」（『キム秘書はいったい、なぜ?』）
- 2018年「コスモビューティーアワード シャイニングビューティー賞」
- 2018年「KCAコンシューマーデイアワード 最優秀ドラマ女優」（『キム秘書はいったい、なぜ?』）
- 2019年「スターハブナイトオブスターズ 最高の女性アジアスター」（『彼女の私生活』）
- 2019年「アジアアワード 女優部門アジアセレブリティ賞」
- 2019年「アジアアワード 女優部門最優秀アーティスト賞」
- 2019年「iQIYI台湾エンターテインメントアワード 最も美しい賞」（『キム秘書はいったい、なぜ?』）
- 2019年「Soompiアワード 年間最優秀女優賞」（『キム秘書はいったい、なぜ?』）